# Jumanji: The Next Level
Jumanji: The Next Level (bra: Jumanji: Próxima Fase, ou Jumanji 2; prt: Jumanji: O Nível Seguinte) é um filme estadunidense de 2019, dos gêneros comédia, aventura e ação, dirigido por Jake Kasdan, com roteiro dele, Jeff Pinkner e Scott Rosenberg baseado no livro infantojuvenil Jumanji, de Chris Van Allsburg.
Continuação direta de Jumanji: Welcome to the Jungle e terceira parte da franquia iniciada com Jumanji (1995), este filme é estrelado por Dwayne Johnson, Kevin Hart, Jack Black e Karen Gillan, ao lado dos recém-chegados Danny DeVito, Awkwafina e Danny Glover.

## Enredo
Sem que seus amigos soubessem, Spencer manteve as peças do videogame Jumanji e trabalhou em segredo durante algum tempo na casa de seu avô  na reconstrução do Jogo  no porão da casa. Quando os amigos de Spencer, Bethany, Fridge e Martha retornam eles encontram Spencer desaparecido e descobrem que o  jogo está novamente ligado e retornam a Jumanji para salvá-lo. O avô de Spencer, Eddie, e seu amigo, Milo Walker, ouvem a confusão e inadvertidamente são sugados para o jogo também. Os amigos adolescentes devem ajudar Eddie e Milo a se acostumar com seus avatares no jogo e fazê-los ajudar a encontrar Spencer e escapar de Jumanji novamente.

## Elenco

### O Mundo do Jogo
- Dwayne Johnson como o Dr. Smolder Bravestone
- Jack Black como Professor Shelly Oberon
- Kevin Hart como Franklin "Mouse" Finbar
- Karen Gillan como Ruby Roundhouse
- Nick Jonas como Jefferson "Hidroavião" McDonough
- Awkwafina como Ming Fleetfoot
- Rhys Darby como Nigel Billingsley
- Rory McCann como Jurgen, o Brutal
- John Ross Bowie como porta-voz de Jurgen
- Dania Ramirez como a ex-namorada de Bravestone

### O Mundo Real
- Alex Wolff como Spencer Gilpin
- Morgan Turner como Martha Kaply
- Ser'Darius Blain como Anthony "Fridge" Johnson
- Madison Iseman como Bethany Walker
- Danny DeVito como Eddie Gilpin
- Danny Glover como Milo Walker
- Colin Hanks como Alex Vreeke

Além disso, Massi Furlan e Ashley Scott aparecem como Switchblade e Ashley, respectivamente, embora o último tenha revelado que sua cena foi cortada do filme, e Bebe Neuwirth reprisa seu papel como Nora Shepherd no filme original.

## Produção

### Desenvolvimento
Após o lançamento do segundo filme Jumanji: Welcome to the Jungle, Dwayne Johnson, Jack Black e Nick Jonas discutiram em entrevistas o que seria um possível Jumanji 3, incluindo a possibilidade do filme explorar as origens do jogo titular. Karen Gillan também disse que o final alternativo de Welcome to the Jungle teria deixado a porta aberta para outro filme. Em fevereiro de 2018, foi anunciado que Kasdan comandaria a sequência, com Rosenberg e Pinkner novamente escrevendo o roteiro e Johnson, Hart, Black e Gillan reprisando seus papéis.
Em junho de 2019 foi anunciado o título final do filme como Jumanji: The Next Level.

### Escolha de elenco
Em janeiro de 2019, Awkwafina, Danny DeVito e Danny Glover se juntaram ao elenco. Em fevereiro de 2019, foi anunciado que Alex Wolff, Ser'Darius Blain, Madison Iseman, Morgan Turner e Nick Jonas foram anunciados para reprisar seus papéis. Em março de 2019, Dania Ramirez se juntou ao elenco do filme. Naquele mesmo mês, foi anunciado que Rhys Darby iria reprisar seu papel no filme. Em maio de 2019, foi anunciado que Colin Hanks reprisaria o seu papel.

### Filmagens
As filmagens começaram em 21 de janeiro de 2019 e ocorreram em Atlanta, Novo México, Calgary, Fortress Mountain Resort e Havaí antes de encerrar em 11 de maio.

## Lançamento
Jumanji: The Next Level foi lançado em 13 de dezembro de 2019 pela Sony Pictures Releasing. No Brasil, o filme foi lançado no dia 16 de janeiro de 2020, anteriormente estava marcado para ser lançado no dia 5 de dezembro de 2019 e no dia 2 de janeiro de 2020.

## Recepção

### Bilheteria
Nos Estados Unidos e no Canadá, Jumanji: The Next Level foi lançado ao lado de Black Christmas e Richard Jewell, e está projetado para arrecadar de US$ 45 milhões a 55 milhões em 4.227 cinemas em seu fim de semana de abertura. O filme faturou US$ 4,7 milhões com as visualizações de quinta-feira à noite.

### Crítica
O agregador de críticas Rotten Tomatoes reportou uma classificação de aprovação de 67% com base em 149 avaliações, com uma classificação média de 5.93 / 10. O consenso dos críticos do site diz: "Como muitos jogos clássicos, Jumanji: The Next Level mantém os principais componentes do que veio antes, ao mesmo tempo em que acrescenta novos bits suficientes para manter as coisas jogáveis". Metacritic, outro agregador de críticas, atribuiu ao filme uma pontuação média ponderada de 58 em 100, com base em 19 críticos, indicando "críticas mistas ou médias". O público-alvo consultado pelo PostTrak atribuiu ao filme uma média de 3,5 de 5 estrelas, com 58% dizendo que definitivamente o recomendariam.